# جوش بوش
جوش بوش (بالإنجليزية: Josh Bush)‏ هو لاعب كرة قدم أمريكية أمريكي، ولد في 5 مارس 1989 في برلنغتون في الولايات المتحدة.

## وصلات خارجية
- جوش بوش على موقع إي إس بي إن.كوم (أن.أف.أل)3
- جوش بوش على موقع مرجع كرة القدم المحترفة.كوم (الإنجليزية)